# Sleepy Joe
«Sleepy Joe» es una canción interpretada por la banda británica Herman's Hermits. La canción fue escrita por John Carter y Russell Alquist, y fue producida por Mickie Most.

## Recepción de la crítica
Billboard describe «Sleepy Joe» como “material rítmico inteligente y pegadizo”.

## Posicionamiento

### Gráfica semanal
| Gráfica (1968)                     | Pico de posición |
| ---------------------------------- | ---------------- |
| Australia (Go-Set)                 | 18               |
| Australia (Kent Music Report)      | 21               |
| Canadá (RPM Top Singles)           | 9                |
| Estados Unidos (Billboard Hot 100) | 61               |
| Irlanda (Irish Singles Chart)      | 9                |
| Noruega (VG-lista)                 | 10               |
| Nueva Zelanda (Listener)           | 4                |
| Reino Unido (UK Singles Chart)     | 12               |
| Suecia (Sverigetopplistan)         | 17               |

### Gráfica de fin de año
| Gráfica (1968)           | Pico de posición |
| ------------------------ | ---------------- |
| Canadá (RPM Top Singles) | 100              |